# AZF-ramp

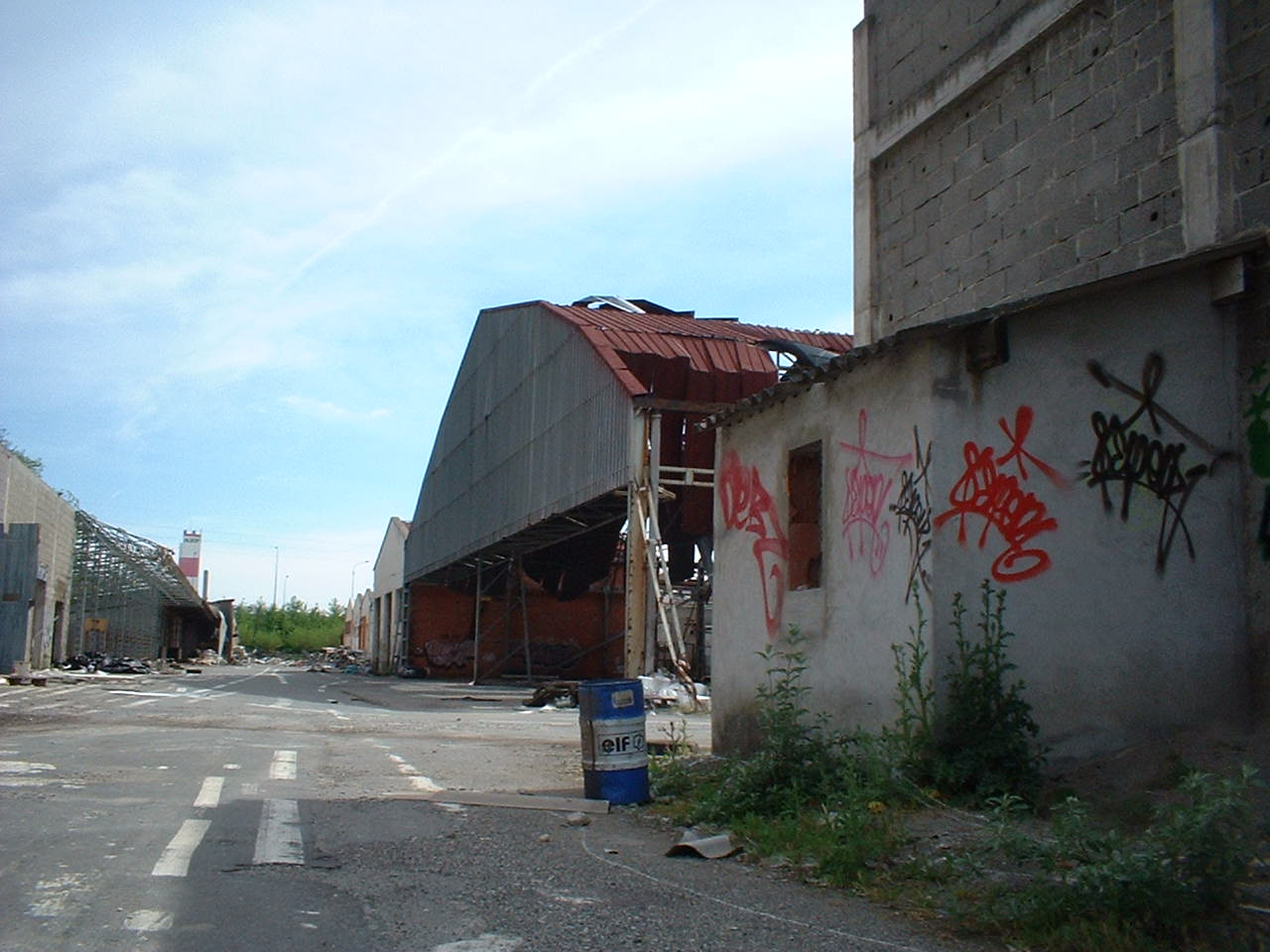
De AZF-fabriek enige weken na de explosie.

Op 21 september 2001 vond er een catastrofale explosie plaats in de chemische fabriek AZF te Toulouse in Frankrijk. Er werd een krater geslagen van zo’n 6 à 7 meter diep, 45 meter lang en 65 meter breed, nadat onder andere 300 ton ammoniumnitraat ontplofte. Er vielen 31 doden, meer dan 2500 mensen raakten zwaargewond en circa 8000 raakten lichtgewond. Omdat de fabriek slechts een kilometer van de bebouwde kom af lag, moesten er een aantal gebouwen geëvacueerd worden. Twee derde van de ramen van de nabijgelegen stad waren gebroken.
Wie hieraan schuldig was, heeft men ook een aantal jaren later nog altijd niet weten vast te stellen. In eerste instantie werd gedacht aan een terreuraanslag (het tijdstip was slechts 10 dagen na de aanslagen op 11 september 2001), maar de conclusie van het officiële onderzoek ging uit van een foutief geëtiketteerd vat van 500 kg natriumdichloorisocyanuraat, waarvan men dacht dat het ammoniumnitraat was, dat in het ammoniumnitraatmagazijn werd opgeslagen en daar reageerde tot het explosieve stikstoftrichloride.
De fabriek is geheel gesloopt en het terrein is ingericht als een monument.